# Anosia lemeemagdalenae
Anosia lemeemagdalenae är en fjärilsart som beskrevs av Lemée 1950. Anosia lemeemagdalenae ingår i släktet Anosia och familjen praktfjärilar. Inga underarter finns listade i Catalogue of Life.